# 東京03
東京03（とうきょうゼロサン）は、プロダクション人力舎所属のお笑いトリオ。2003年9月結成。キングオブコント2009王者。略称は、03（ゼロサン）。3人とも俳優としても活動している。

## メンバー
飯塚 悟志（いいづか さとし）
生年月日 : 1973年5月27日（52歳）
主にネタ作り・ツッコミ・リーダー担当、立ち位置は中央。俳優としても活動している。
千葉県出身。
身長170cm、体重60kg。血液型O型。
激しいツッコミが特徴。コント内では常識人の立場を演じる事が多いものの、稀に相方2人以上に異端な役や暴走する役を演じる事もある。
角田 晃広（かくた あきひろ）
生年月日 : 1973年12月13日（51歳）
主にボケ担当、立ち位置は一番右。俳優や生活情報番組のキャスターとしても活動している。特に俳優活動は3人の中で最も多い。
東京都出身。
身長172cm、体重62kg。血液型A型。
ハイテンションなボケが特徴。コント内ではヘタレで見栄っ張りなキャラを演じることが多く、稀に女装をする。
豊本 明長（とよもと あきなが）
生年月日 : 1975年6月6日（50歳）
主にボケ担当立ち位置は一番左。俳優活動も行っている。
愛知県出身。
身長175cm、体重65kg。血液型A型。
屈託のない飄々としたキャラが特徴。出番やセリフが相方2人に比べて少ないが、女性役はほとんど豊本が担当している。また、相方2人に比べると不気味でミステリアスな雰囲気を醸し出す役回りを演じる事も多く、物語の核を担う事もしばしばある。

## 来歴

### 結成以前
飯塚は学生時代からお笑いが好きで、学園祭など人前で披露するわけでもなくネタを書いていたという。高校卒業後の進路で就職か大学進学かで悩んでいた1992年、ノストラダムスの大予言が流行。10年もしない内に世界が滅ぶなら好きなことをしようと内向的な性格ながらも芸人を志す。
また、豊本も高校卒業後の進路で悩み、就職も大学進学も嫌だったためお笑いは楽しそうで上京もできると考え、芸人を目指して養成所に入ることとなる。
スクールJCA2期生だった飯塚は通った1年間で相方を見つけられず、3期生で当時別のコンビにて活動しツッコミを担当していた豊本を誘いコンビ『アルファルファ』を1995年に結成。結成当初から漫才をやろうと思ったことはなく、その理由として飯塚はウッチャンナンチャンとダウンタウンが出演していた『夢で逢えたら』や『ダウンタウンのごっつええ感じ』、『ドリフ大爆笑』（いずれもフジテレビ）など好きになったものがコントで豊本もその世代であり、お笑い＝コントだったからだという。
角田は大学時代に高校の同級生2人から誘われてトリオ『プラスドライバー』を1996年に結成。元々角田は長渕剛のファンであり、歌手志望だった。『爆笑オンエアバトル』（NHK総合）ではアルファルファは22戦17勝、プラスドライバーは16戦14勝であり一定の実力を示していた。どちらもゴールドバトラーの資格を数字上満たしている。

### 結成 - 現在
周りにはアンタッチャブルやおぎやはぎ、ドランクドラゴンなど同じ人力舎所属で活躍する同世代の芸人がいた中、上手くいかず悶々とした時期が続いた。2002年にプラスドライバーが活動休止を経て解散、アルファルファも解散を考えていた。
2003年9月30日、アルファルファに角田が加入する形で現在のトリオが結成された。角田が客演として参加したアルファルファのラストライブが東京03の前身となる。
角田は何気ない普通の事を言いながらそれでいて面白い。日常のちょっとしたズレを起こす角田を原点に、飯塚は日常を切り取った現在の東京03のコントへ昇華させていく。変わった事をやらなければならないという思考から解放してくれたという。当時、コント内で芝居を真面目にする事は一種のボケとして認識されており、現在のコントの主流でもある、日常を切り取ったり前フリの長かったりするコントをする芸人は他に居なかった。
トリオ名は、アルファルファとコントグループ『チョコレイトハンター』を組んでいた作家・オークラが命名。3人組であること、2003年に結成したこと、東京23区の市外局番をかけたトリプルミーニングである。矢作兼（おぎやはぎ）が考案した「トリオ・デ・サンシャイン」（2回目の単独ライブのタイトルになる）、「ウィークエンドジェントルマン」なども候補にあった。角田はネプチューンを意識した「スリーゼウス」を考案するも、最悪な名前と言われた上に却下された。
爆笑オンエアバトルの香川大会（収録日:2003年10月4日）では結成4日目にして初挑戦初オンエアを果たし、同番組におけるデビューからオンエアまでの最短記録を達成した。
2005年1月、人力舎オールスターユニット「ビジトジ」でCDデビュー。『爆笑オンエアバトル』（NHK総合）や『エンタの神様』（日本テレビ）などのネタ番組にも出演。『第3回お笑いホープ大賞』ではキングオブコメディに次ぐ2位という成績だった。その翌年（2006年）の『第4回お笑いホープ大賞』では大賞を受賞した。
テレビ静岡において、2年連続（2006年・2007年）でメインの深夜番組を持った。
2009年、長尺のコントを主戦場とする東京03は『爆笑レッドカーペット』（フジテレビ）などによるショートコントブームの煽りを受け、ライブの客足が遠退いていた。しかしながら同年9月22日、キングオブコント2009で優勝を成し遂げ2代目王者となった。セカンドステージでは全16ネタ（8組が2回ネタを披露するため）中で唯一の900点台（953点）を獲得、当時浜田雅功（ダウンタウン）と共にコンビでのMCだった松本人志（ダウンタウン）からは「優勝は当然。オチまで全てが完璧」と絶賛された。優勝後は人力舎の当時の社長の計らいで全国ツアーを中心に活動し、一方でテレビ出演が増える中思う通りにならないこともあったが、「ありのままの自分を出せる」というプロデューサーの佐久間宣行と構成をオークラが務める番組『ゴッドタン』と『ウレロ☆シリーズ』（共にテレビ東京）で居場所を見い出す。
2009年10月に放送されたオールスター感謝祭にて、司会者の島田紳助に挨拶をしなかったことをきっかけに放送中に紳助から恫喝されるという事件が起きた。これについて、東京03出演時の番組内でも、この話題が何度か触れられることかある。そんな中、番組収録の休憩の合間に松本人志が飯塚に「東京03はええなあ。単独ライブやって全国、回って幸せそうや」と言われたことを『FNSラフ&ミュージック〜歌と笑いの祭典〜』でコメントした。
2013年3月29日 - 3月31日、結成10周年を記念して同じく当時結成20周年を迎えたバナナマンとユニット『hand made works』を結成し、コントライブ『hand made works live』を俳優座劇場にて開催。
2017年2月15日、毎月30日に過去のライブのコントをランダムで公開するYouTube公式チャンネルを開設。
2018年1月10日、オフィシャルアプリ『TOKYO 03 Company』をリリース。
2020年、コロナ禍の自粛により3月には稽古もままならない状況となり、それは7月まで続いた。その間に飯塚は毎日コントの設定を出しネタ作りしているというゾフィーに触発され、趣味としてネタ作りをしていた。それをオークラに見せたところ好評であり、リモートネタも作り始める。これが1週間後の『隔たってるね。』に繋がる。　
2020年5月19日、新しいYouTube公式チャンネル「東京03第2チャンネル」を開設し、飯塚の誕生日である同年5月27日に同チャンネルでリモート単独公演『隔たってるね。』を開催。
2021年9月15日、地上波では初となる冠コント番組『東京03とスタア』が同年10月3日より日本テレビ系にて放送されることが発表。
2022年8月11日、地上波2回目となる冠コント番組『イザミと東京03』が同年9月10日より日本テレビ系にて放送される事が発表。
2022年10月18日、2023年3月4日・5日の2日間にわたって「東京03 FROLIC A HOLIC feat. Creepy Nuts in 日本武道館『なんと括っていいか、まだ分からない』」が開催される事が発表。なお、東京03にとっては初の日本武道館での開催公演となる。また、公演タイトルに特定のミュージシャンがフィーチャリングで併記される事も初である。

## 芸風
日常に潜む「何気ないシチュエーション」を描いた究極のリアル系コント。
最初期のコントについては飯塚と角田の2人で作っており、豊本はネタ作りに参加していない。角田が出した設定で書くこともあれば、飯塚が考えた設定で角田が自分のセリフを書くこともあったが、すぐに飯塚が殆どのシナリオを書くようになり飯塚は「結成当初は2人で完全に半々でやってたんですけど、すぐに僕の負担が大きくなって…」と述べている。また、それを受けた角田は「その方が面白いネタが出来上がるんでね！」と語っている。
コント内では本名が使用されており、豊本による女性役にも前述のような本名に由来する名前がつけられている。
ライブ主体で活動するため全員が潤っていないといけないという考えから、メンバー個々の活動であってもギャラは3等分にしていた。しかし、2021年10月に豊本がパソコンでネタを清書する仕事を後輩に任せていたことが発覚し、これに対して飯塚と角田が大激怒したことから、ギャラ3等分は廃止となった。

## 評価
テンションの起伏が激しいシチュエーションや、時にリアル過ぎるほど描かれた日常コントを演じる。
『エンタの神様』のプロデューサー・五味一男は「単純なボケツッコミではない高度な笑い。極限のシチュエーションでのやり取りで共感を狙っている。賛否両論あるけど、これが笑えるようになると、笑いの世界をもっと楽しめるはず」と評している。
2018年にzakzakが発表した「一番面白いトリオ芸人ランキング」では、1位を獲得した。
2021年、61st ACC TOKYO CREATIVITY AWARDS」演技賞（CM大塚製薬「カロリーメイト」・さとふる・サントリー「翠」に対し）を受賞。
2022年、令和4年度芸術選奨新人賞（大衆芸能部門）贈賞理由として「演芸と演劇の区別がつかない独自の境地を切り開き、エンターテインメントとしてのコントの存在価値を確かなものにした」と評され、またライブ中心の活動形態を完成させた功績も評価された。

## 出演歴
メンバー単独での出演は豊本明長、飯塚悟志、角田晃広の項を参照。

### テレビ
現在の出演番組
- 白黒アンジャッシュ（千葉テレビ）- 不定期出演
- ゴッドタン（テレビ東京）- 不定期出演
  - 「東京03」としての出演だが、飯塚・豊本は「マジ歌選手権」審査員（角田はマジ歌シンガー）のため、コンビ時代の「アルファルファ」として紹介されている。なおトリオ結成以降で、「アルファルファ」として紹介されているのはこの番組のみ。
- アクティブ10 レキデリ（NHK Eテレ） - レギュラー出演

特別番組
- エンタの神様（日本テレビ、レギュラー放送→不定期放送）- レギュラー放送時代から不定期放送（2013年）までのキャッチコピーは「三つ巴の笑劇場」→「コントの最強王者」（2014年以降）
- ENGEIグランドスラム（2015年5月30日 - 、フジテレビ）
- ももいろ歌合戦（2017年12月31日 - 、BS日テレ・フジテレビNEXT・ニッポン放送ほか）
- 細野晴臣イエローマジックショー2（2019年1月1日、NHK BS4K／1月2日、NHK BSプレミアム）[35]
- ザ・ベストワン（2020年3月15日・8月2日・2021年7月23日 、TBSテレビ）
- FNSラフ&ミュージック〜歌と笑いの祭典〜（2021年8月29日 、フジテレビ）
- THE CONTE（2022年8月7日・2023年1月28日・7月29日、フジテレビ） - MC

過去のレギュラー番組
- ことばおじさんのナットク日本語塾→あぁ!言い違いすれ違い（2006年、NHK教育テレビ）- ショートコントのコーナーに出演
- うっちゃり宣言（2006年、テレビ静岡）- メインレギュラー番組
- キング・サブ（2007年、テレビ静岡）- メインレギュラー番組
- うぇぶたまww（2007年、テレビ東京）- 月1レギュラー
- ウレロ☆シリーズ（テレビ東京）
  - ウレロ☆未確認少女（2011年）
  - ウレロ☆未完成少女（2012年）
  - ウレロ☆未体験少女（2014年）
  - ウレロ☆無限大少女（2016年）
  - ウレロ☆未開拓少女（2019年）
- ウルトラ怪獣散歩（2014年8月・2015年5月 - 2019年3月、フジテレビONE）- 声の出演
  - MCのメフィラス星人は角田が、ゲストの2体を飯塚と豊本が担当している。また角田はエンディングテーマ曲「ウルトラ怪獣散歩のテーマ」も担当。
- 東京03 in UNDERDOGS -今日は負けたけど、明日は絶対勝つ-（2020年6月3日 - 2022年9月11日、BSフジ）- 冠レギュラー番組[36]
- 東京03とスタア（2021年10月3日 - 10月24日、日本テレビ）- 冠コント番組

その他の出演
- 爆笑オンエアバトル（NHK総合）20勝4敗 最高KB 521KB ゴールドバトラー認定・テレビデビュー
  - 第8回チャンピオン大会 ファイナル9位[注釈 7]
  - 第9回チャンピオン大会 セミファイナル7位敗退
  - 第10回チャンピオン大会 セミファイナル6位敗退（年間ランキング1位）
  - 第11回チャンピオン大会 セミファイナル6位敗退
  - 2006年7月14日放送回（静岡県富士市収録）では、453KBという高得点を叩き出しながら6位敗退を喫している。これはオフエアのKBとしてはにのうらごと並んで歴代3位の記録である[37][注釈 8]。
  - 2007年2月2日放送回から2007年8月3日放送回まで4戦連続トップ通過を果たしているが、これはアメリカザリガニ、タカアンドトシの6戦連続に次いで2番目に多い記録である。
  - 2007年度の年間合計キロバトルランキングでは、コント勢・3人組（トリオ）としては史上初の年間1位を記録した[注釈 9]。
  - 2005年4月9日放送回から2007年4月20日放送回まで、オンエア時はほぼ毎回ネタ披露後のフリートークも放送されていた[37][注釈 10]。当番組でネタ後のフリートークが放送されるのは非常に稀なことであり、ここまで長い期間にほぼ連続でトーク部分も放送されたのは歴代挑戦者の中でも東京03のみである。
  - 上述の通り、チャンピオン大会には第8回から第11回まで4年連続で出場[注釈 11]しているがファイナル進出を果たせたのは第8回のみであり、第9回以降は全てセミファイナルを6～7位で敗退しファイナル進出を逃すことがほとんどであった[注釈 12]。
  - アルファルファ時代
    - 17勝5敗、最高505KB
    - 第2回チャンピオン大会 ファイナル5位
    - 第4回チャンピオン大会 セミファイナル10位敗退
    - 第5回チャンピオン大会 セミファイナル6位敗退

  - プラスドライバー時代（角田のみ）
    - 14勝2敗、最高505KB
    - 第3回チャンピオン大会 セミファイナル7位敗退
    - 第4回チャンピオン大会 ファイナル11位　

  - ※余談だがアルファルファ、プラスドライバー時代と東京03時代を合わせると3人とも1999年度から2008年度まで10年連続で出場している。
- お笑い登竜門（フジテレビ）
- 笑いの金メダル（朝日放送）
- 笑点（日本テレビ）
- お笑い Dynamite!（TBSテレビ）（2007年12月29日）紅組・59組目。キャッチコピーは「実力派トリオ」
- タモリのボキャブラ天国 大復活祭スペシャル（2008年、フジテレビ） キャッチコピーは「回せ!市外局番」
- ウンナン極限ネタバトル! ザ・イロモネア 笑わせたら100万円（TBSテレビ、2009年10月29日）※4thステージ敗退。
- バカヂカラ（TOKYO MX）
- 『ぷっ』すま（テレビ朝日）
- アメトーーク!（テレビ朝日） 持ち込みプレゼン企画第8弾、トリオ芸人、相方のツッコミ最高〜芸人、東京03飯塚大好き芸人
- ももクロChan（テレビ朝日）
  - 2015年以降、不定期に出演している。特に飯塚は司会・進行役を務める事が多いため「限りなくレギュラーに近い準レギュラー」である。2020年秋に本番組の地上波テレビ放送が一旦休止となったため、再開まではテレ朝動画での配信のみとなっている（詳細は本項目を参照）。
- タモリ倶楽部（テレビ朝日）- 不定期出演(2022年7月の時点で27回ゲスト出演しているが、角田16回、飯塚22回、豊本8回それぞれ出演。)
  - 3人で揃って出演する事もあるが、1人(主に飯塚か角田)または2人(飯塚＆角田)で出演する事が多く、基本飯塚が進行。また全員初登場がバラバラ。
  - 飯塚は一部コーナーに進行役として準レギュラー出演、豊本と角田はゲストとして不定期に出演。
- 超入門!落語 THE MOVIE「そば清」（2017年11月16日） -  客 役（角田、飯塚）、そば屋の親方 役（豊本）

### ドラマ
- HTBスペシャルドラマ「ミエルヒ」 (2009年12月19日、北海道テレビ）- 金子（飯塚）、森下（豊本）、宮村（角田）- 全て主人公・永島剛（安田顕）の同級生役
- 笑う女優「告白」（2010年1月1日、日本テレビ）
- 花のズボラ飯（2012年10月25日 - 12月27日、毎日放送）- アニメパート・声の出演
- インテリワードBAR「見えざるピンクのユニコーン」（2015年4月3日 - 6月26日、BSジャパン）- バーの客 役
- 三都IDOL物語（2016年6月24日、北海道テレビ、メ〜テレ、九州朝日放送）- 主演・東京03、「LOVEコーチン」のマネージャー 役（豊本）、「GGK20」のマネージャー 役（飯塚）、「ハリガネーゼ」のマネージャー 役（角田） [38]
- 漫画みたいにいかない。（2018年1月11日 - 3月22日、日本テレビ）- 主演・東京03、戸塚オサム 役（角田）、鳥飼昭雄 役（飯塚）、足立徹 役（豊本） ※Huluで2017年10月から先行配信
  - 遊戯みたいにいかない。（2019年4月17日 - 6月6日、日本テレビ）- 主演・東京03、戸塚オサム 役（角田）、鳥飼昭雄 役（飯塚）、足立徹 役（豊本）[39]
- チャンネルはそのまま! 第5話 (2019年3月22日、北海道テレビ)  - カメラマン 役[40]
- イザミと東京03（2022年9月10日 - 10月1日、日本テレビ）- 主演・東京03 ※冠コントドラマ番組

### ラジオ
現在のレギュラー番組
- 東京03の好きにさせるかッ!（2016年12月 - 2019年1月29日（特番）・2019年4月4日 - （レギュラー放送）、NHKラジオ第1）[41]

過去のレギュラー番組
- おしゃべりやってまーす（2005年11月 - 2012年4月、K'z Station） - 月曜日→火曜日→土曜日→木曜日
- SCHOOL NINE（2010年10月 - 2016年9月、JFN系全国ネット） - 月曜日担当
- 伊集院光 日曜日の秘密基地（TBSラジオ） - 準レギュラー

その他の出演
- アンタッチャブルのシカゴマンゴ（2007年12月6日、TBSラジオ）- 柴田英嗣（アンタッチャブル）の代理

### WEB番組
- 東京03探検隊 → 真 東京03探検隊 → 東京03のぐるり東京探検隊（2016年3月 - 2023年4月、東京新聞ほっとweb → 東京新聞 TOKYO Web）
- 東京03の若いコに好かれたいっ!!（2016年10月 - 2017年3月、AbemaTV）
- 東京03ちゃんねる（2018年11月 - 2019年4月、dTVチャンネル）

### WEBドラマ・コント
- 東京03もビックリ!世界初のルームエアコン「うるるとさらら（ダイキン工業、2010年）[42]
- ENEOS東京2020オリンピック聖火リレー物語「その火は、必ず来る。」（ENEOS、2020年1月 - 3月（全11話））[43]
- サッポロ一番公式YouTubeチャンネル『乃木坂毎月劇場』（サンヨー食品）
  - ノギ荘（2020年5月 - 2021年3月（全11話））
  - カップスターコメディ「しゃべる奴らは、ハラが減る。」（2021年6月 - 2022年3月（全15話））
  - ノギマートの日々（2022年4月 - 2023年3月（全11話））

### 映画
- ゴッドタン キス我慢選手権 THE MOVIE（2013年6月28日公開）- 豊本、角田：兵士 役／飯塚：老衰アンデッド 役
  - ゴッドタン キス我慢選手権 THE MOVIE2 サイキックラブ（2014年10月17日公開）- 豊本、角田：警備員 役／飯塚：老衰アンデッド 役
- 内村さまぁ〜ず THE MOVIE エンジェル（2015年9月11日公開）
- 田沼旅館の奇跡（2015年12月5日、KATSU-do）- 豊本：野島 役／飯塚：コントに愛情のないディレクター 役／角田：田沼茂樹 役

### 舞台
- 舞台 ウレロ☆未公開少女（2013年3月2日・3日）
  - 舞台 ウレロ☆未解決少女（2015年1月30日 - 2月1日）
- GURUになります。〜平浅子と源麗華の一週間〜（2016年3月11日 - 21日）[44]
- 舞台 漫画みたいにいかない。（2018年2月5日 - 7日）
  - 舞台 漫画みたいにいかない。第2巻（2019年2月19日 - 22日、3月8日 - 9日）

### CM
- バンダイナムコゲームス「勇現会社ブレイブカンパニー」（2011年）
- リクルート「ゼクシィ」（2013年）
- さとふる（2018年10月 - ）
- BBソフトサービス  詐欺ウォール™ / Internet SagiWall™（2019年）[45]
- マクドナルド「グラン クラブハウス」（2019年）
- 武田薬品工業「ベンザブロック」（2019年9月）
- サンヨー食品（2020年 - 2023年）[46]
- TOKIUMインボイス「トキウム防衛隊」シリーズ（2022年7月 - 2023年）[47]
- 池田模範堂
  - 「ムヒAZ錠」（2023年5月 - ）
    - 「かゆみストレス襲来」篇
    - 「東京03の飲めばよかった話|満員電車」篇
    - 「東京03の飲めばよかった話|打ち合わせ」篇
    - 「東京03の飲めばよかった話|寝不足」篇
    - 「かゆみストレス襲来」篇

  - 「ムヒER」
    - 「塗ればいいのさ」篇
    - 「東京03のしみる夜|元カレの結婚」篇
    - 「東京03のしみる夜|久々の再会」篇
    - 「東京03のしみる夜|時の流れ」篇

- 全日本空輸「あたらしい空、はじまる。」篇（2024年9月 - ）[48]

### ミュージック・ビデオ
- ポルカドットスティングレイ「有頂天」
- 東京スカパラダイスオーケストラ「遊戯みたいにGO」

## 作品

### 書籍
- 東京03の好きにさせるかッ! 傑作トーク選（2022年6月16日、竹書房、ISBN 978-4801931046）

## 単独ライブ

### 東京03単独公演
第1回～第3回まではライブのタイトルのみ、第4回から第9回までは「東京03単独ライブ」、全国で公演が行われるようになった第10回以降からは「東京03単独公演」と銘打っている。
基本的に単独ライブのタイトルは3部作で括られている。以下がその例。
- 第4回 - 第6回...角田の特徴
- 第7回 - 第9回...ライブ内で披露されるコントの内容に沿ったもの
- 第10回 - 第12回...2文字の言葉を「、、。」で並べたもの（本人達は「てんてんまるシリーズ」と呼んでいる）。
- 第13回 - 第15回...「◯◯中の◯◯」
- 第16回 - 18回...「〜ないで」
- 第19回 - 21回...オリジナルの四文字熟語
- 第22回 - 24回...｢ヤな○○｣

第21回単独公演では4万人以上を動員した。
第22回単独公演に関しても8月から11月にかけて全国公演が予定されていたが、新型コロナウイルス感染症流行の影響により、2020年6月26日に人力舎の公式サイトにて振替公演を含む全公演の中止が発表された。その後協議を重ねた結果、9月から11月にかけて東京と大阪でのみ、感染症対策を行って開催される事となった。また、この回からグループ初の試みとなる公演のライブ配信も実施されている。
「ヒューマンタッチ」「祝!!」の2公演以外は全て映像化されている。ただし「trio de sunshine」は2013年3月27日に発売された東京03の10周年記念DVD-BOX内の特典Discとしての発表のみであり、公式の映像化には至っていない。また「夏下手男」はDVDが発売されたものの、現在は廃盤となっているため、入手困難となっている（後にこちらも先述のDVD-BOX内には収録されたが、BOX自体が数量限定商品で現在は生産が終了している）。
単独ライブで披露するネタは、飯塚と角田によって書かれ、ライブの最後に披露するネタのみオークラが書いている。

### 全国公演
- 2009年 - TOKYO03 BEST LIVE「トウキョウ、ゼロサン」 
  - 6月19日 - 20日（札幌・cube garden）
  - 6月22日 - 23日（仙台・仙台市戦災復興記念館）
  - 7月6日 - 7日（福岡・イムズホール）
  - 7月9日 - 10日（大阪・大阪ビジネスパーク円形ホール）
  - 7月12日 - 13日（愛知・東別院ホール）
- 2010年 - 第10回東京03単独公演「自分、自分、自分。」 
  - 2月19日 - 21日（赤坂・草月ホール）
  - 3月6日 - 7日（大阪・umeda AKASO）
  - 3月13日 - 14日（福岡・イムズホール）
  - 3月16日 （広島・アステールプラザ 中ホール）
  - 3月18日 （愛媛・松山市民会館　中ホール）
  - 3月20日 - 21日（愛知・テレピアホール）
  - 3月26日 - 27日（宮城・仙台福祉プラザ）
  - 4月3日（札幌・道新ホール）
  - 4月10日 - 11日（赤坂・草月ホール）
- 2010年 - 第11回東京03単独公演「正論、異論、口論。」 
  - 11月16日 - 21日（赤坂・草月ホール）
  - 12月4日（石川・石川県教育会館）
  - 12月5日（長野・長野NBSホール）
  - 12月11日 - 12日（愛知・東別院ホール）
  - 12月17日 - 19日（大阪・ABCホール）
- 2011年 - 第12回東京03単独公演「燥ぐ、驕る、暴く。」 
  - 5月18日 - 22日（赤坂・草月ホール）
  - 6月11日（秋田・秋田市文化会館 小ホール）
  - 6月12日（青森・青森県民福祉プラザ）
  - 6月18日（石川・石川県教育会館）
  - 6月19日（新潟・新潟LOTS）
  - 6月24日 - 25日（愛知・東別院ホール）
  - 6月29日（京都・京都府立府民ホール アルティ）
  - 6月30日（大阪・岸和田市立浪切ホール 小ホール）
  - 7月2日 - 3日（福岡・イムズホール）
  - 7月5日（長崎・メルカつきまち）
  - 7月6日（熊本・熊本市男女共同参画センターはあもにい）
  - 7月8日（広島・アステールプラザ 中ホール）
  - 7月10日（岡山・さん太ホール）
  - 7月12日（鳥取・米子コンベンションセンター 小ホール）
  - 7月23日 - 24日（北海道・道新ホール）
  - 8月5日 - 7日（大阪・ABCホール）
  - 8月19日 - 20日（宮城・仙台市戦災復興記念館 記念ホール）
  - 8月25日 - 26日 -  追加公演「燥ぐ、驕る、暴く、また燥ぐ。」（東京・博品館劇場）
- 2011年-2012年 - 第13回東京03単独公演「図星中の図星」 
  - 11月16日 - 20日（赤坂・草月ホール）
  - 1月28日 - 29日（福岡・イムズホール）
  - 1月31日（熊本・熊本市男女共同参画センターはあもにぃ）
  - 2月1日（長崎・チトセピアホール）
  - 2月3日（広島・アステールプラザ 中ホール）
  - 2月4日（岡山・さん太ホール）
  - 2月18日 - 19日（大阪・ABCホール）
  - 2月25日 - 26日（名古屋・東別院ホール）
  - 3月11日（静岡・LIVE HOUSE浜松窓枠）
  - 3月18日（兵庫・神戸朝日ホール）
  - 3月24日 - 25日（赤坂・草月ホール）
- 2012年- 第14回東京03単独公演「後手中の後手」
  - 6月21日-24日（赤坂・草月ホール）
  - 7月14日-15日  (福岡・イムズホール）
  - 7月18日（長崎・チトセピアホール）
  - 7月19日（熊本・熊本市男女共同参画センターはあもにい）
  - 7月20日（宮崎・メディキット県民文化センター）
  - 7月27日-28日 （愛知・東別院ホール）
  - 8月4日（北海道・道新ホール）
  - 8月9日 （香川・サンポートホール高松・第一小ホール）
  - 8月11日（兵庫・神戸朝日ホール）
  - 8月17日-18日（宮城・仙台市戦災復興記念館）
  - 8月19日（岩手・岩手県民会館 中ホール）
  - 8月24日（広島・広島県民文化センター）
  - 8月25日（岡山・さん太ホール）
  - 9月8日 （長野・長野NBSホール）
  - 9月9日（新潟・新潟LOTS）
  - 9月13日-14日（大阪・ABCホール）
  - 9月23日（沖縄・テンブスホール）
  - 10月13日-10月14日 （東京・恵比寿ザ・ガーデンホール）
- 2013年- 第15回東京03単独公演「露骨中の露骨」
  - 5月23日-26日（赤坂・草月ホール）
  - 6月12日（熊本・熊本市男女共同参画センターはあもにい）
  - 6月13日（長崎・チトセピアホール）
  - 6月15日 (福岡・イムズホール）
  - 6月28日-29日 （愛知・東別院ホール）
  - 7月5日（広島・アステールプラザ中ホール）
  - 7月6日（岡山・さん太ホール）
  - 7月13日-14日（大阪・ABCホール）
  - 7月19日（北海道・共済ホール）
  - 8月3日-4日（東京・東京芸術劇場・プレイハウス）
- 2014年- 第16回東京03単独公演「あるがままの君でいないで」
  - 5月22日-5月25日 （東京・草月ホール）
  - 6月20日（新潟・新潟 LOTS）
  - 6月21日 （長野・まつもと市民芸術館 小ホール）
  - 7月3日-7月6日 （大阪・ABCホール）
  - 7月11日-7月12日 （愛知・東別院ホール）
  - 7月24日 （鹿児島・鹿児島市民文化ホール 市民ホール）
  - 7月25日-7月26日 （福岡・イムズホール）
  - 7月27日 （熊本・熊本市男女共同参画センターはあもにい）
  - 7月29日 （長崎・長崎チトセピアホール）
  - 8月2日-8月3日 （兵庫・神戸朝日ホール）
  - 8月8日-8月9日 （宮城・仙台市戦災復興記念館）
  - 8月15日 （広島・アステールプラザ 中ホール）
  - 8月16日 （岡山・岡山さん太ホール）
  - 8月30日 （北海道・共済ホール）
  - 9月13日（沖縄・テンブスホール）
  - 9月19日-9月21日 （東京・草月ホール）
- 2015年-2016年 第17回東京03単独公演「時間に解決させないで」 
  - 11月5日-11月6日 （東京・恵比寿ザ・ガーデンホール）
  - 11月18日-11月19日 （大阪・サンケイホールブリーゼ）
  - 1月16日-1月17日 （福岡・イムズホール）
  - 1月23日-1月24日 （愛知・東別院ホール）
  - 1月30日 （広島・広島市南区民文化センター）
  - 1月31日 （岡山・おかやま未来ホール）
  - 2月5日-2月6日 （宮城・仙台市戦災復興記念館）
  - 2月27日-2月28日 （神奈川・KAAT神奈川芸術劇場）
- 2016年 第18回東京03単独公演「明日の風に吹かれないで」 
  - 7月7日-10日（東京・草月ホール）
  - 7月23日（京都・けいはんなプラザ メインホール）
  - 8月2日-8月3日 （愛知・名古屋市芸術創造センター）
  - 8月11日（長崎・長崎市チトセピアホール）
  - 8月12-8月13日（福岡・イムズホール）
  - 8月14日（熊本・熊本B.9 V1）
  - 8月26日（静岡・浜松市福祉交流センター）
  - 9月2日-9月3日 （北海道・道新ホール）
  - 9月6日-9月8日（大阪・サンケイホールブリーゼ）
  - 9月10日（岡山・おかやま未来ホール）
  - 9月11日（広島・広島JMSアステールプラザ 中ホール）
  - 9月15日（長野・まつもと市民芸術館 小ホール）
  - 9月16日 （福井・福井響のホール）
  - 9月29日-9月30日 （宮城県・仙台市戦災復興記念館記念ホール）
  - 10月7日-10月9日 （東京・よみうり大手町ホール）
- 2017年 第19回東京03単独公演「自己泥酔」 
  - 5月25日-28日（東京・草月ホール）
  - 6月9日-6月10日 （愛知・名古屋市芸術創造センター）
  - 7月6日（長野・ホクト文化ホール 中ホール）
  - 7月7日（富山・富山教育文化会館）
  - 7月13日-7月14日（大阪・サンケイホールブリーゼ）
  - 8月19日（静岡・浜松市福祉交流センター）
  - 9月1日-9月2日 （北海道・道新ホール）
  - 9月9日（広島・広島JMSアステールプラザ 中ホール）
  - 9月10日（岡山・おかやま未来ホール）
  - 9月12日（福岡・福岡国際会議場 メインホール）
  - 9月22日-24日（東京・恵比寿ザ・ガーデンホール）
- 2018年 第20回東京03単独公演「不自然体」 
  - 7月4日-8日（東京・新国立劇場 中劇場）
  - 7月24日-25日 （福岡・ももちパレス）
  - 7月27日（長崎・長崎市チトセピアホール）
  - 8月12日（長野・ホクト文化ホール 中ホール）
  - 8月14日-15日（愛知・名古屋市芸術創造センター）
  - 8月18日-19日（静岡・浜松市福祉交流センター）
  - 8月24日-26日 （大阪・サンケイホールブリーゼ）
  - 8月31日-9月1日（北海道・道新ホール）
  - 9月8日（岡山・おかやま未来ホール）
  - 9月9日（広島・広島アステールプラザ 中ホール）
  - 9月15日（新潟・りゅーとぴあ劇場）
  - 9月22日（宮城・日立システムズホール仙台 シアターホール）
  - 10月12日-14日（東京・恵比寿ザ・ガーデンホール）
- 2019年 第21回東京03単独公演「人間味風」 
  - 8月21日-25日（東京・恵比寿ザ・ガーデンホール）
  - 9月4日-5日（愛知・名古屋市芸術創造センター）
  - 9月7日-8日（宮城・日立システムズホール仙台 シアターホール）
  - 9月14日（長崎・佐世保コミュニティセンターホール）
  - 9月15日-16日 （福岡・ももちパレス）
  - 9月21日-22日（静岡・浜松市福祉交流センター）
  - 10月3日（富山・富山県教育文化会館）
  - 10月4日（長野・ホクト文化ホール 中ホール）
  - 10月17日（岡山・おかやま未来ホール）
  - 10月18日（広島・広島アステールプラザ 中ホール）
  - 10月21日-22日（群馬・高崎市芸術劇場スタジオシアター）
  - 11月1日（新潟・りゅーとぴあ劇場）
  - 11月15日-11月16日（北海道・道新ホール）
  - 11月23日（神奈川・南足柄市文化会館）
  - 11月28日-12月1日 （大阪・梅田芸術劇場シアター・ドラマシティ）
  - 12月5日-7日（東京・恵比寿ザ・ガーデンホール）
- 2020年 第22回東京03単独公演「ヤな塩梅」
  - 9月3日-6日（東京・新国立劇場 中劇場）
  - 11月12日-15日 （大阪・梅田芸術劇場シアター・ドラマシティ）
  - 11月27日-29日（東京・日本青年館ホール）
- 2021年 第23回東京03単独公演「ヤな因果」 
  - 5月19日-23日（東京・恵比寿ザ・ガーデンホール）
  - 6月24日-25日（愛知・名古屋芸術創造センター）
  - 7月5日（広島・広島アステールプラザ 大ホール）
  - 7月7日-8日（福岡・福岡国際会議場 メインホール）
  - 7月16日-19日（大阪・梅田芸術劇場シアター・ドラマシティ）
  - 8月10日（宮城・トークネットホール仙台）
  - 8月13日（大阪・南海波切ホール）
  - 8月19日-22日（東京・恵比寿ザ・ガーデンホール）
- 2022年 第24回東京03単独公演「ヤな覚悟」
  - 5月18日-22日（東京・恵比寿ザ・ガーデンホール）
  - 6月15日-16日（宮城・トークネットホール仙台）
  - 6月24日-26日（愛知・名古屋市芸術創造センター）
  - 7月1日（長野・ホクト文化ホール 中ホール）
  - 7月2日（富山・富山県民会館）
  - 7月14日-15日（福岡・福岡国際会議場 メインホール）
  - 8月4日-7日（大阪・梅田芸術劇場シアター・ドラマシティ）
  - 8月21日（石川・金沢市文化ホール）
  - 8月29日-30日（広島・広島アステールプラザ 大ホール）
  - 9月8日-11日（東京・新国立劇場 中劇場）
- 2023年 第25回東京03単独公演「寄り添って割食って」
  - 5月10日-14日（東京・日本青年館ホール）
  - 5月31日-6月1日（北海道・道新ホール）
  - 6月11日（香川・レクザムホール小ホール）
  - 6月17日-18日（新潟・りゅーとぴあ劇場）
  - 6月27日-29日（愛知・名古屋市芸術創造センター）
  - 7月7日-8日（広島・広島アステールプラザ 大ホール）
  - 7月14日（石川・金沢市文化ホール）
  - 7月15日（富山・高周波文化ホール）
  - 7月16日（長野・ホクト文化ホール 中ホール）
  - 7月19日-20日（宮城・仙台電力ホール）
  - 7月27日-30日（大阪・梅田芸術劇場シアター・ドラマシティ）
  - 8月11日-13日（福岡・福岡国際会議場 メインホール）
  - 8月24日-27日（東京・恵比寿ザ・ガーデンホール)
- 2024年 第26回東京03単独公演「腹割って腹立った」
  - 5月15日-19日（東京・恵比寿ザ・ガーデンホール）
  - 5月31日-6月1日（新潟・りゅーとぴあ劇場）
  - 6月4日-5日（北海道・カナモトホール）
  - 6月13日-14日（愛知・Niterra日本特殊陶業市民会館 ビレッジホール）
  - 6月20日-21日（宮城・仙台電力ホール）
  - 6月27日（石川・金沢市文化ホール）
  - 6月28日（富山・富山県民会館）
  - 6月30日（長野・ホクト文化ホール 中ホール）
  - 7月11日-12日（広島・JMSアステールプラザ 大ホール）
  - 7月18日-21日（大阪・梅田芸術劇場シアター・ドラマシティ）
  - 7月26日-27日（香川・サンポートホール高松 大ホール）
  - 8月4日（静岡・磐田市民文化会館）
  - 8月16日-18日（福岡・福岡国際会議場 メインホール)
  - 8月29日-9月1日(東京・恵比寿ザ・ガーデンホール)
- 2025年 第27回東京03単独公演「とりあえず謝れず」
  - 5月9日-13日（東京・新国立劇場 中劇場）
  - 5月22日（石川・金沢市文化ホール）
  - 5月23日（富山・富山県民会館）
  - 5月25日（長野・ホクト文化ホール 中ホール）
  - 6月7日（静岡・磐田市民文化会館）
  - 6月17日-18日（北海道・カナモトホール）
  - 6月26日-27日（広島・JMSアステールプラザ 大ホール）
  - 7月10日-11日（新潟・りゅーとぴあ劇場）
  - 7月17日-18日（香川・サンポートホール高松 大ホール）
  - 7月24日-27日（大阪・梅田芸術劇場シアター・ドラマシティ）
  - 8月9日-10日（宮城・トークネットホール仙台）
  - 8月15日-17日（福岡・福岡国際会議場 メインホール）
  - 8月19日（鹿児島・宝山ホール）
  - 8月28日-29日（愛知・Niterra日本特殊陶業市民会館 ビレッジホール）
  - 9月4日-7日 (東京・恵比寿ザ・ガーデンホール)

### リモート公演
- 2020年5月27日 東京03リモート単独公演「隔たってるね。」
  - 第22回単独公演の中止・延期期間中、Zoomを利用し、YouTubeチャンネル「東京03第2チャンネル」にて生配信[53]。